# Galium philippianum
Galium philippianum är en måreväxtart som beskrevs av Lauramay Tinsley Dempster. Galium philippianum ingår i släktet måror, och familjen måreväxter. Inga underarter finns listade i Catalogue of Life.